# Comunione e Liberazione
Comunione e Liberazione ("Společenství a osvobození") je katolické hnutí, které založil teolog a kněz milánské diecéze Luigi Giussani (1922-2005).
Počátky Hnutí sahají až do roku 1954, kdy otec Giussani zanechal vyučování na Teologické fakultě Venegono, aby mohl začít vyučovat na katolickém gymnáziu Berchet v Miláně. Kolem něj se rychle vytvořila malá skupinka studentů, která se postupně zvětšovala a rozšiřovala i do jiných škol. Takto vzniklo společenství pod názvem „Gioventù Studentesca“ (Studující mládež – GS).
Po nepokojích v roce 1968 se Hnutí obnovilo ve vyzrálejší formě a pod novým názvem „Comunione e Liberazione“. Od roku 1980 pořádá Hnutí v Rimini tzv. „Meeting" "Setkání", kterého se každoročně účastní desítky tisíc lidí a na němž vystupují známé osobnosti z oblasti náboženství, politiky, ekonomiky, umění či sportu z Evropy, ale i z celého světa. Po smrti dona Giussaniho se stal v roce 2005 jeho nástupcem španělský kněz Julián Carron. CL v současnosti působí asi v 70 zemích světa na všech kontinentech.
Cílem Hnutí je vzdělávání svých příznivců ke křesťanské dospělosti a spolupráce na poslání církve ve všech sférách společenského života. Cílem života v CL je nabídnout přítomnost Krista jako jedinou správnou odpověď na nejhlubší touhy lidského života v každém okamžiku historie. Základním způsobem formování příznivců společenství je týdenní katecheze, nazývaná „škola komunity“. V posledních letech se CL více zaměřuje na svoji výchovnou, kulturní a společenskou roli v současném světě.